# 拉莫娜·巴赫曼
拉莫娜·巴赫曼（德語：Ramona Bachmann；1990年12月25日—），瑞士女子足球运动员，司职前锋，目前效力于休斯顿冲刺足球俱乐部和瑞士国家女子足球队。她曾代表瑞士参加2022年欧洲女子足球锦标赛和2023年国际足联女子世界杯等多场国际赛事。